# پارچینس
پارچینس (به ایتالیایی: Parcines) یک منطقهٔ مسکونی در ایتالیا است که در تیرول جنوبی واقع شده‌است.

## خصوصیات
پارچینس ۵۵٫۴ کیلومترمربع مساحت و ۳٬۵۲۳ نفر جمعیت دارد.